# 휴먼 리소스 머신
휴먼 리소스 머신(Human Resource Machine)은 2015년에 투모로우 코퍼레이션에서 개발한 프로그래밍을 기반으로 한 퍼즐 비디오 게임이다. 휴먼 리소스 머신은 사무실에서 벌어지는 미결 서류함과 기결 서류함 사이를 움직이는 종업원과 어셈블리어 형식과 하버드 아키텍처, 누산기 등의 개념을 차용하였다., 그리고 제목은 인적자원관리(Human Resource Management)을 비꼬았으며, 플레이어는 아바타를 움직여 여러 퍼즐에 담긴 프로그램을 짜서 특정하게 일을 마무리 시켜야 한다.

## 게임 플레이

휴먼 리소스 머신 게임 화면, 플레이어는 오른쪽 칸의 프로그램을 이용하여 왼쪽 미결 서류함의 상자를 오른쪽 기결 서류함에서 원하는 상자로 바꿔야 한다.

휴먼 리소스 머신은 총 40개의 프로그램으로 나뉘며, 각각은 플레이어의 아바타가 1년동안 회사에서 근무한 것으로 처리된다. 이 각각의 퍼즐에서 플레이어는 상사가 시키는대로 미결 서류함의 내용을 기결 서류함에 넣어야 한다. 플레이어에겐 어셈블리어의 간단한 동작들이 주어진다.

## 개발
휴먼 리소스 머신은 Kyle Gabler, Allan Blomquist 그리고 Kyle Gray가 설립한 투모로우 코퍼레이션에서 개발한 게임이다. Kyle Gabler는 이 게임을 가리켜 이전 작들과 같은 게임화를 다루고 있다고 설명하고 있다. 월드 오브 구(2D Boy 아래서 Kyle Gabler과 Ron Carmel이 개발)에서는 훅 법칙의 컨셉을 게임 아이디어 접목시켰으며, 리틀 인퍼르노에서는 게임 세계에서 시간의 가치를 보여주고 있었다. 개발팀은 컴퓨터에서 쓰이는 기초적인 원리를 게임화에 적용할 수 있다고 보고, 이를 기초로 삼았다.

## 평가
| 평가 |                                                |
| --- | ---------------------------------------------- |
| 통합 점수 통합사 점수 메타크리틱 PC: 78/100 [ 3 ] WIIU: 72/100 [ 4 ] iOS: 86/100 [ 5 ] NS: 77/100 [ 6 ] 평론 점수 평론사 점수 TouchArcade iOS: [ 7 ] |                                                |
| 통합 점수 |                                                |
| 통합사 | 점수                                           |
| 메타크리틱 | PC: 78/100 WIIU: 72/100 iOS: 86/100 NS: 77/100 |
| 평론 점수 |                                                |
| 평론사 | 점수                                           |
| TouchArcade | iOS:                                           |

## 같이 보기
- 스페이스챔
- TIS-100